# Stadion Centralny w Temyrtau
Stadion Centralny – wielofunkcyjny stadion w Temyrtau, w Kazachstanie. Swoje mecze rozgrywa na nim drużyna Bołat Temyrtau. Wcześniej nazywał się Metallurg. Obiekt może pomieścić 12 000 widzów.